# Tmarus clavimanus
Tmarus clavimanus là một loài nhện trong họ Thomisidae.
Loài này thuộc chi Tmarus. Tmarus clavimanus được Cândido Firmino de Mello-Leitão miêu tả năm 1929.